# 胡存智
胡存智（1955年—），壮族，广东兴宁人。中华人民共和国政治人物。

## 生平
胡存智早年在广西南宁十三中任教。1978年，进入北京师范大学地理学系、环境科学研究所环境地学，后分配于中华人民共和国农牧渔业部土地管理局、国家土地管理局工作。1998年，升任中华人民共和国国土资源部土地利用管理司司长。2005年，改任规划司司长。2008年，任国土资源部总规划师。2009年，进入中央党校中青年干部培训一班学习。2012年2月，任国土资源部副部长。